# Trận Lộc Ninh (1972)
Trận Lộc Ninh là trận đánh lớn nhất trong ba trận đánh mở màn của Quân Giải phóng miền Nam Việt Nam (QGP) trong Chiến dịch Đông Nam Bộ 1972 (còn gọi là Chiến dịch Nguyễn Huệ) nằm trong Chiến cục năm 1972 (ở miền Nam là cuộc Tổng tấn công năm 1972) của Chiến tranh Việt Nam. Mục tiêu các trận đánh này của QGP là phá vỡ thuyến phòng thủ vòng ngoài của Quân lực Việt Nam Cộng hòa (QLVNCH) tại phía Bắc miền Đông Nam Bộ, chiếm giữ các bàn đạp có lợi để tiếp tục tấn công tuyến phòng thủ vòng trong của QLVNCH, phát triển đến tuyến Bình Long - Tây Ninh, nếu có điều kiện, có thể thọc sâu đến Gò Dầu - Bến Cát; giải phóng các tỉnh Bình Long, Lộc Ninh theo kế hoạch chiến dịch Nguyễn Huệ.

## Tình hình chiến cuộc
Ngay từ tháng 8 năm 1971, Quân ủy Trung ương và Bộ Tổng Tư lệnh Quân đội nhân dân Việt Nam quyết định mở một cuộc tấn công lớn vào năm 1972 trên 3 hướng chiến lược: Trị Thiên Huế, Bắc Tây Nguyên, và Đông Nam Bộ. Trong đó, hướng Đông Nam Bộ (tuyến Lộc Ninh - Bình Long - Chơn Thành - Bến Cát) được chọn làm hướng tấn công chính. Hướng Trị Thiên, Tây Nguyên là các hướng tấn công thứ yếu. Đồng bằng Trung Trung Bộ và Đồng Bằng Nam Bộ là những hướng phối hợp. Tại hướng Đông Nam Bộ, đặt mục tiêu giải phóng một phần các tỉnh Bình Long, Phước Long, Tây Ninh làm nơi đóng trụ sở của Chính phủ cách mạng lâm thời Cộng hòa miền Nam Việt Nam (CHMNVN); làm bàn đạp uy hiếp Sài Gòn từ hướng Bắc và Tây Bắc.

## Bố trí lực lượng

### Quân lực Việt Nam Cộng hòa
Cụm cứ điểm Tân Biên - Thiện Ngôn - Xa Mát do các Trung đoàn bộ binh 49 và 6 thuộc Sư đoàn 25 QLVNCH chiếm giữ; có cụm pháo hỗn hợp 105, 155 mm gồm 24 khẩu yểm hộ và các thiết đoàn xe tăng số 5 và 6 đóng tại Tân Phong tiếp ứng. Về phía Nam đến thị xã Tây Ninh có lực lượng dự bị gồm Thiết đoàn 18, Trung đoàn bộ binh 81 và Sư đoàn bộ 25 sẵn sàng hỗ trợ phản công. Ngoài ra còn có Trung đoàn 25 và Tiểu đoàn 46 đóng ở Soài Riêng và Chi Phú (trên đất Campuchia) sẵn sàng tiếp viện. QLVNCH cho rằng đây là hướng phòng ngự chủ yếu.
Cứ điểm Phước Long, thực chất là Tiểu khu quân sự Phước long đóng vai trò tiền đồn phía Đông của tuyến phòng thủ Tây Ninh - Lộc Ninh - Bình Long của QLVNCH. Cứ điểm này do 2 tiểu đoàn địa phương quân chốt giữ.
Cụm cứ điểm Lộc Ninh là cụm quân mạnh nhất trên tuyến đầu của QLVNCH ở Đông Nam Bộ. Cụm này có các Trung đoàn 5 và 9 thuộc Sư đoàn 5, các Tiểu đoàn biệt động quân 53, 65, 74 và Thiết đoàn 1 đóng giữ. Tuyến đóng quân rải dài từ phía Bắc thị xã An Lộc (Bình Long) đến điểm cao 222 phía Bắc Lộc Ninh.
Các cụm quân này được cụm cứ điểm An Lộc yểm hộ. Đây là trung tâm phòng ngự của QLVNCH ở mặt trận Đông Nam Bộ. Ở đây có các Thiết đoàn 9 và 15, các Trung đoàn 1 và 3 của Sư đoàn 5, và Liên đoàn biệt kích dù số 81 làm lực lượng dự bị chiến dịch.

### Quân Giải phóng miền Nam Việt Nam
Lực lượng tấn công Tân Biên - Xa Mát gồm các Trung đoàn bộ binh 24 và 271 thuộc Đoàn C30B, có một đại đội xe tăng yểm hộ. Bộ chỉ huy xác định đây là hướng thứ yếu của chiến dịch nhằm thu hút chủ lực QLVNCH. Trung đoàn 24 chịu trách nhiệm tấn công Tân Biên, Trung đoàn 271 có xe tăng yểm hộ được phân công đánh chiếm Xa Mát.
Lực lượng tấn công Lộc Ninh là hướng chính gồm Sư đoàn 5, Sư đoàn 7, các Tiểu đoàn 1 và 7 thuộc Trung đoàn 201 tăng, Trung đoàn 75 pháo binh và 1 trung đoàn đặc công thuộc Bộ chỉ huy Miền.
Bộ chỉ huy chiến dịch chỉ dùng 1 trung đoàn bộ đội địa phương miền Đông tấn công cứ điểm Phước Bình.
Lực lượng dự bị cho đợt 2 chiến dịch gồm Sư đoàn 9 (thiếu), Trung đoàn 16 bộ binh, Tiểu đoàn 5 thuộc Trung đoàn 201 tăng thiết giáp, Trung đoàn 69 pháo binh

## Thế trận mở màn
4h sáng 1 tháng 4, tại hướng Tân Biên - Xa Mát, Trung đoàn 271 QGP có xe tăng chiến lợi phẩm yểm hộ triển khai tiến công vào tuyến phòng ngự của Trung đoàn 49 (QLVNCH) tại Xa Mát - Bàu Dung (đông - bắc Xà Xía) và Bắc Thiện Ngôn, đến 15h chiều ngày 4 tháng 4 thì làm chủ được cứ điểm Xa Mát. 6h sáng ngày 1 tháng 4, Trung đoàn 24 QGP phối hợp tiến công căn cứ Tân Biên và làm chủ căn cứ này lúc 9 giờ sáng ngày 4 tháng 4. Phần lớn Trung đoàn 49 và một tiểu đoàn của Trung đoàn 6 (Sư đoàn 25) của QLVNCH bị tiêu diệt và bắt sống. Số còn lại nhờ sự yểm trợ của cụm pháo ở Tân Phong và Thiết đoàn 6 cùng với Thiết đoàn 5 lui về giữ Tây Ninh. Tại trận này, phía QGP mất toàn bộ 6 xe tăng - thiết giáp chiến lợi phẩm cùng các tổ lái. Phía QLVNCH mất 11 xe tăng M-41, 2 xe tăng M-48 và 25 xe bọc thép M-113, phần lớn do đạn chống tăng B-40 và B-41 tiêu diệt.
8 giờ sáng 4 tháng 4, Trung đoàn 2 (F5) phối hợp với bộ đội địa phương Phước Long của QGP tấn công Chi khu quân sự Phước Bình của QLVNCH. Sau 6 giờ chống cự, Chi khu quân sự Phước Bình bị QGP tràn ngập. Việc mất CKQS Phước Bình tạo thêm một mối lo từ phía Đông cho QLVNCH. Tuy nhiên, họ quyết định tập trung vào hướng Tây Ninh. Căn cứ báo cáo của Quân đoàn 3 (QLVNCH) về việc QGP đánh mạnh ở Tân Biên - Xa Mát, Tổng thống Nguyễn Văn Thiệu cho rút Liên đoàn biệt kích dù 81 đến tăng cường cho miền đông Nam Phần.

## Tiêu diệt Chi khu Lộc Ninh
Trong lúc Bộ tư lệnh Quân đoàn 3 QLVNCH đang lo chống đỡ trên hướng Tây Ninh thì rạng sáng ngày 5 tháng 4, Sư đoàn 5 cùng Tiểu đoàn 1 tăng thiết giáp với sự yểm hộ của Trung đoàn 75 pháo binh đồng loạt tấn công cụm cứ điểm Lộc Ninh từ 3 hướng. Mở đầu trận đánh, năm trận địa pháo binh chiến dịch gồm súng cối 160, 120 ly, pháo 105 và 122 ly và các loại hỏa tiễn, ĐKB, H12 đồng loạt bắn phá Sở Chỉ huy Chiến đoàn 9 QLVNCH, chi khu quân sự Lộc Ninh, sân bay và các trận địa pháo. Cùng lục, Bộ tư lệnh Sư đoàn 5 QGP do Sư đoàn trưởng Bùi Thanh Vân và Chính ủy Nguyễn Văn Cúc chỉ huy ra lệnh cho Trung đoàn 174 và Trung đoàn 3 trên hướng chủ yếu dùng hỏa lực ĐKZ 75, cối 82 ly bắn phá quyết liệt các lô cốt, tháp canh có bố trí hỏa lực trên hai hướng tây bắc và tây nam Chiến đoàn 9 QLVNCH, yểm trợ cho bộ binh thực hành mở cửa.
Trên hướng chủ yếu của Trung đoàn 174, hai Tiểu đoàn 5 và 6 được hỏa lực chiến thuật chi viện, ồ ạt vượt qua các cửa mở đánh bóc từng mục tiêu vòng ngoài. Hướng Trung đoàn 3, hai Tiểu đoàn 7 và 8 bất chấp pháo bắn chặn, nhanh chóng phát triển đội hình tiến công áp sát phía đông sân bay. Lúc này, hỏa lực pháo binh chiến dịch được lệnh đã bắn chế áp hỏa lực địch, hỗ trợ cho bộ binh phát triển vào bên trong. Tiểu đoàn 28 đặc công QGP cũng đã nổ súng đánh Sở Chỉ huy Trung đoàn 1 thiết giáp QLVNCH, chi khu cảnh sát, làm cho toàn bộ quân VNCH ở Lộc Ninh bắt đầu lúng túng, không thể hỗ trợ cho nhau.
Cùng giờ G, Sư đoàn 9 điều các Trung đoàn E1, E2 của mình cắt đứt đường 13 ở đoạn Lộc Hưng và Thanh Lương, chiếm cầu Cần Lê, cô lập hoàn toàn cụm cứ điểm Lộc Ninh. Lực lượng QLVNCH của hai tiểu đoàn bộ binh thuộc Sư đoàn 5, Tiểu đoàn 53 biệt động quân, và Thiết đoàn 1 từ phía Bắc (căn cứ Hoa Lư - điểm cao 222) gồm 20 xe tăng-xe thiết giáp lùi về giữ Lộc Ninh nhưng bị lọt vào trận địa phục kích của E3, F5 và bị thiệt hại nặng. Đến 17 giờ chiều, sau nhiều lần tài chính phản kích để vượt qua ngã ba Lộc Tấn không thành, chi đoàn xe thiết giáp của VNCH buộc phải lùi về làng 9, bỏ lại xác 14 xe M-41, M-113 và hàng chục xác lính.
Ngày 6 tháng 4, lực lượng QLVNCH với Thiết đoàn 9, Trung đoàn 1 thuộc Sư đoàn 5 tấn công dọc đường 13 để giải cứu Lộc Ninh nhưng bị các đơn vị thuộc Trung đoàn 2 của Sư đoàn 9 QGP chặn lại ở cầu Cần Lê, ấp 5 và ấp 3. Sau hai ngày đột phá không thành công, bị bắn cháy bắn hỏng 18 xe tăng, 31 xe M-113 và 8 máy bay trực thăng UH-1, cụm quân giải cứu Lộc Ninh phải rút về An Lộc.
Ngày 8 tháng 4, Trung đoàn 52 QLVNCH rút lui khỏi Lộc Ninh nhưng họ bị các đơn vị của F7 truy đuổi đến tận cửa ngõ An Lộc. Cụm cứ điểm Lộc Ninh thất thủ, tuyến phòng thủ vòng ngoài của QLVNCH bị phá vỡ. Đối với Bộ tư lệnh Chiến dịch Nguyễn Huệ, giai đoạn 1 của chiến dịch đã hoàn thành, tiếp theo là cụm cứ điểm phòng ngự An Lộc - Bến Cát, mục tiêu chủ yếu của giai đoạn 2.